# Bangadilly-Nationalpark
Der Bangadilly-Nationalpark ist ein Nationalpark im Osten des australischen Bundesstaates New South Wales, etwa 60 Kilometer westlich von Wollongong.
Der Nationalpark ist auf drei Gebiete um den Wingecarribee River und seine Nebenflüsse Black Bobs Creek und Schotts Creek aufgeteilt. Es handelt sich dabei um Hochflächen und Gebirge, die in Felsstufen steil zum Flusstal hin abfallen. Der Park liegt an der Grenze zwischen den Bioregionen Sydney Basin und South Eastern Highlands. Es gibt keine Einrichtungen für Besucher des Parks.